# Steve Cartwright

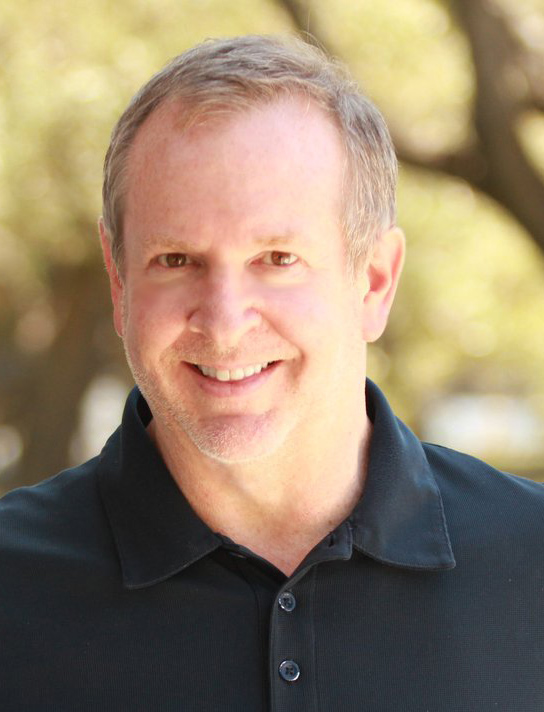
Steve Cartwright em 2011

Steve Cartwright é um designer de jogos de vídeo e de computador dos Estados Unidos da América
É conhecido por ter sido o designer/programador de jogos electrónicos de sucesso da Activision, tais como Barnstorming, Megamania, Seaquest e Hacker.